# ملابس آسيا الوسطى
في بلدان آسيا الوسطى مثل أوزبكستان وتركمانستان وطاجيكستان وكازاخستان، وكذلك أفغانستان، يشكل الزي المكون من سترة وسراويل فضفاضة جزءًا من الزي التقليدي. يرتدي الرجال العمائم أو القبعات مع ستراتهم وأوشحتهم بينما ترتدي النساء الأوشحة أو القبعات.

## اللوزيم وكويلاك
يرتدي الرجال في أوزبكستان بآسيا الوسطى تقليديًا السروال المعروف باسم لوزيم في وهو واسع. فوق اللوزيم، ترتدي النساء فساتين تُعرف باسم كويلاك والتي تكون عادةً بأكمام طويلة وتصل إلى أسفل الركبتين ولكن يمكن أن تكون بعضها فساتين طويلة. يُرتدى غطاء الرأس تقليديًّا فوق الرأس ويُربط من الجزء الخلفي من الرقبة. وتستخدم بعض النساء أيضًا وشاحًا ثانيًا.

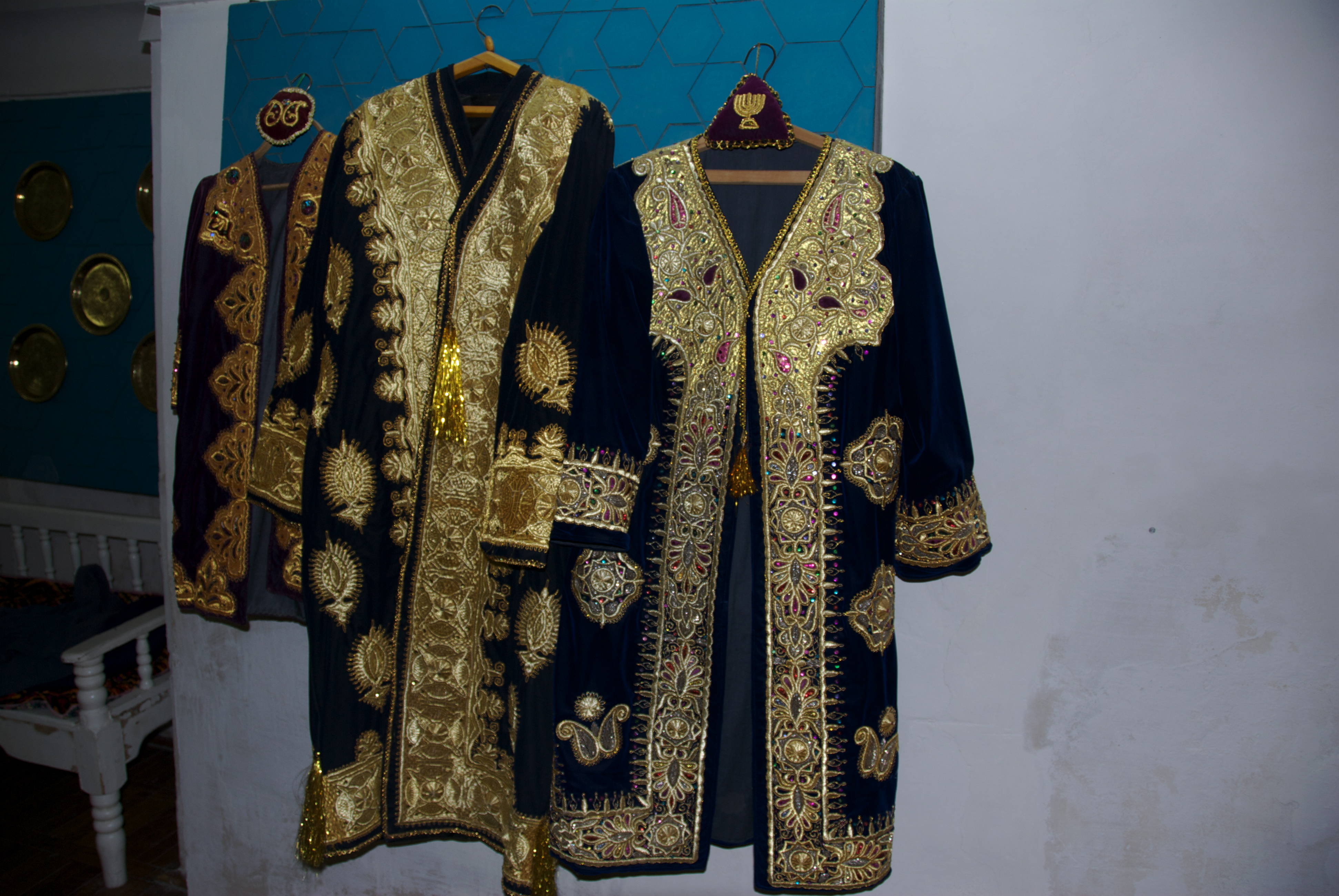
معطف أوزبكستان
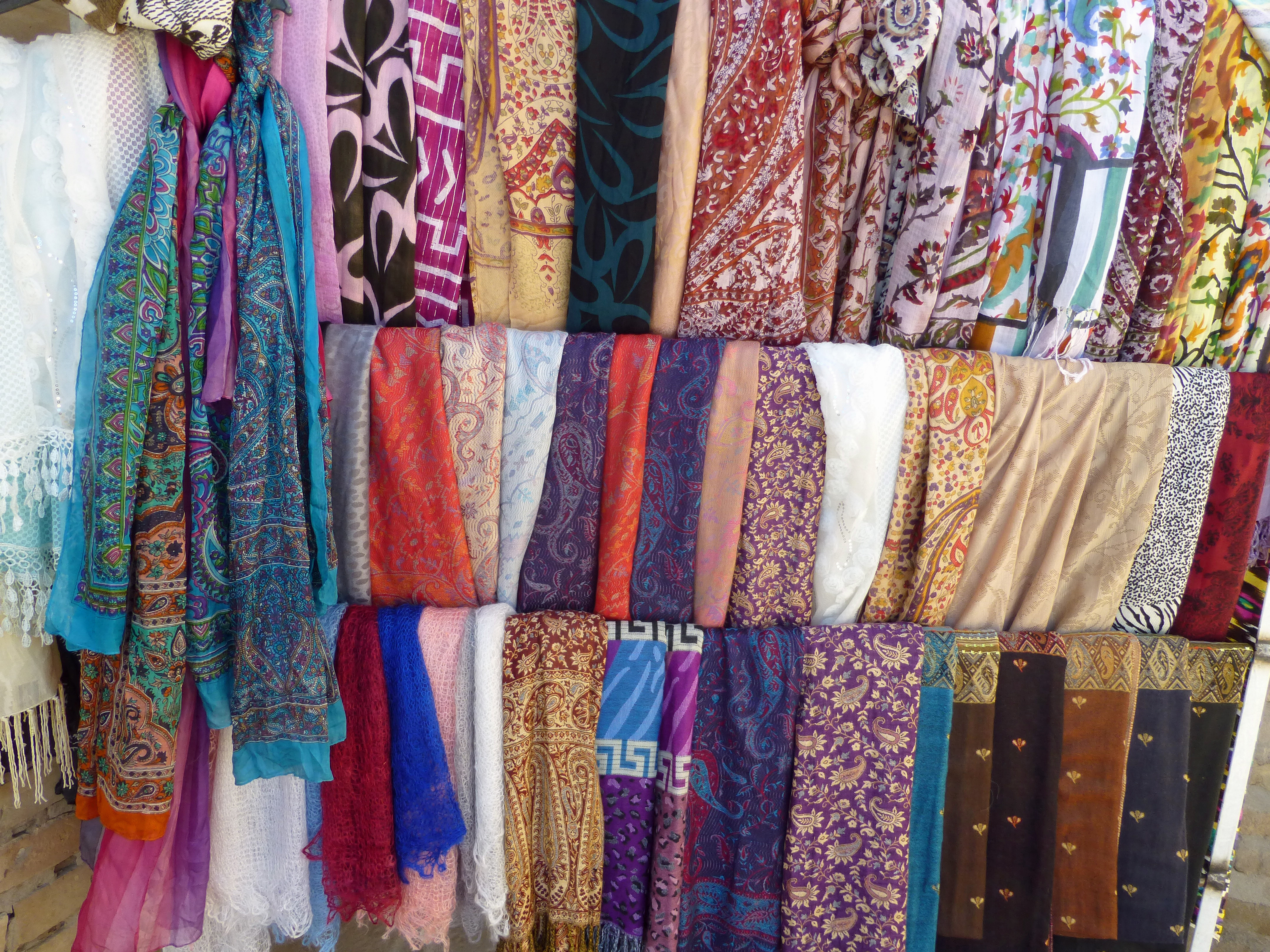
خيفا فولارد. من صنع أوزبكستاني

## لوزيم و شكمون
يرتدي رجال أوزبكستان اللوزيم مع رداء طويل يسمى الشاكمون.

## إيزور وكورتا
ترتدي النساء في طاجيكستان أيضًا فساتين وهي عبارة عن أردية طويلة تسمى كورتا مع سروال يسمى إيزور (يشار إليها أيضًا باسم شاروفاري) مربوطة عند الكاحلين. يتم ربط الكاحلين بحبل. كما يتم ارتداء غطاء الرأس أيضًا.

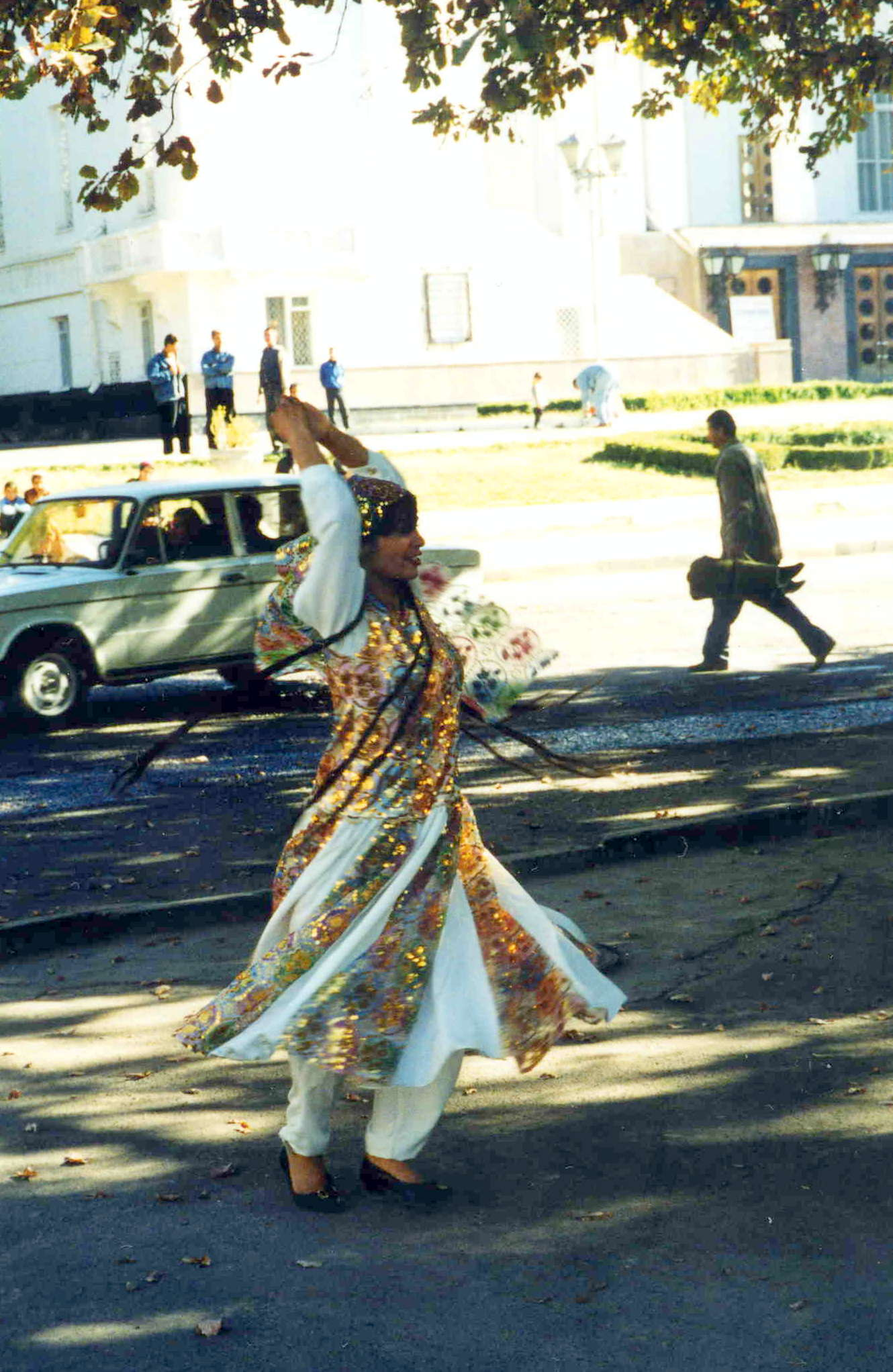
راقصة في طاجيكستان
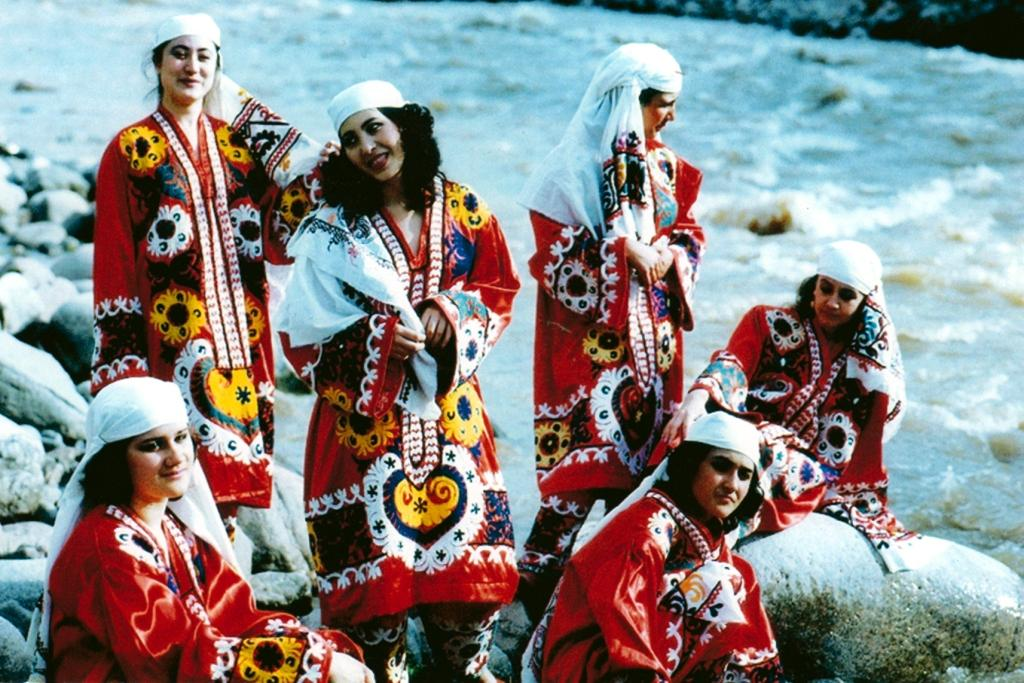
الزي الطاجيكي
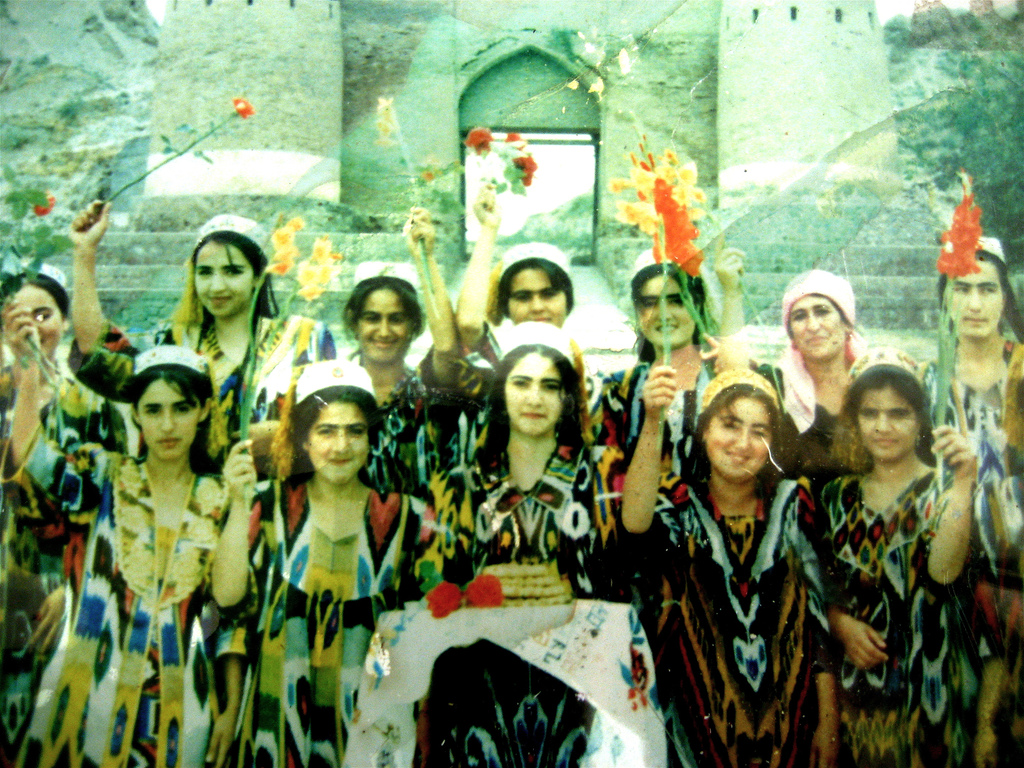
النساء الطاجيكيات
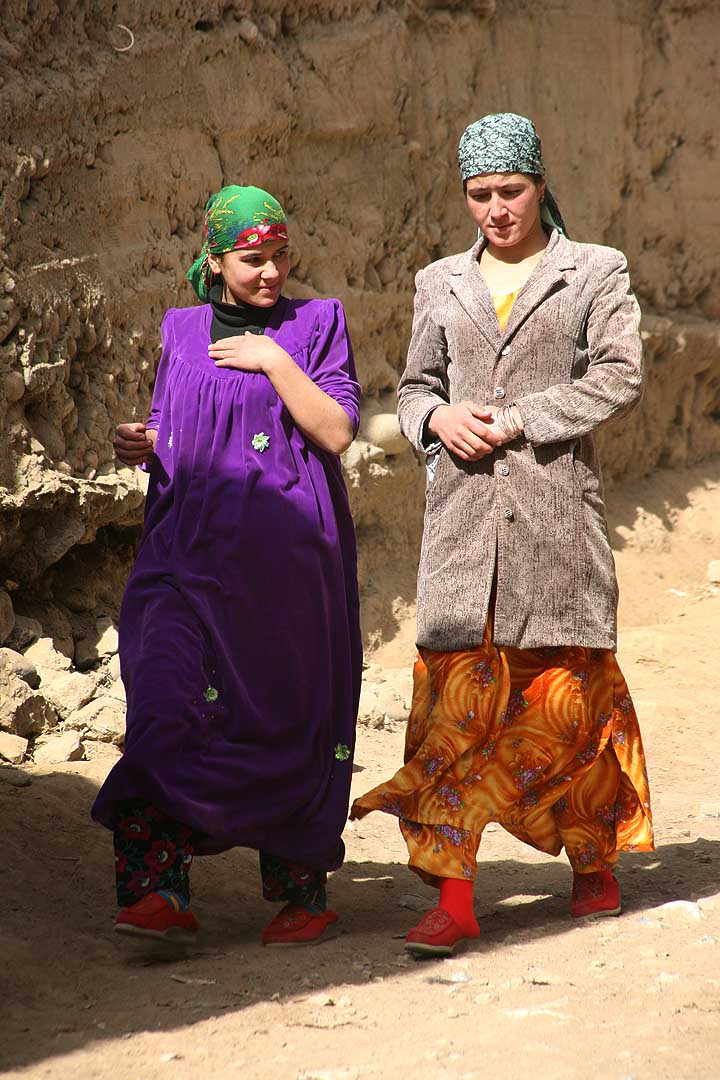
النساء الطاجيكيات

## بالاق وكوينك
يتكون لباس المرأة في تركمانستان من سروال داخلي يسمى بالاق، وفستان يسمى كويناك وغطاء للرأس.

## طالع أيضًا
- الملابس في أفغانستان [الإنجليزية]
- الملابس الإسلامية
- الملابس السكيثية [الإنجليزية]
- الملابس التوخارية [الإنجليزية]